# GNU Compiler Collection

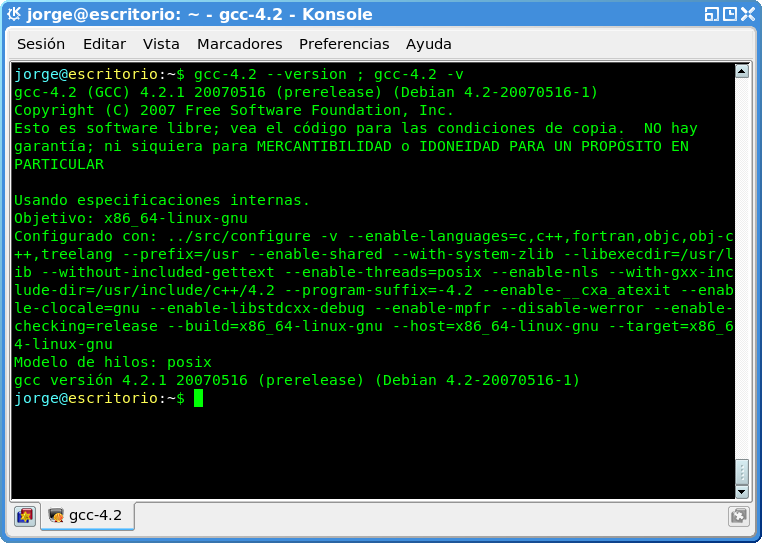
GCC 4.2.0 på Debian Sid

GNU Compiler Collection, förkortat GCC och är en samling av kompilatorer för diverse programspråk. GCC hette från början GNU C Compiler och var då enbart en C-kompilator, men det ändrades i takt med att fler språk stöddes.
GCC är egentligen grunden för den moderna vågen av fri programvara och ett av de första program som skrevs för GNU-projektet. Dels är ett operativsystem – i synnerhet ett operativsystem för programmerare – inte komplett utan kompilator, dels underlättar den fria tillgången till en kompilator skapande av nya program och förbättrande av de existerande. Programutvecklingen underlättas också av att alla har tillgång till samma kompilator.
Att GCC stöder ett stort antal olika processorarkitekturer är en viktig orsak till att exempelvis Linux – och den mesta fria programvaran – finns tillgänglig på allt från routrar och mobiltelefoner till stor- och superdatorer.
Den ursprungliga författaren av GCC är Richard M. Stallman som skapade version 1.0 i slutet av 1985.

## Programspråk
Standardutgåvan av GCC innehåller gränssnitt för:
- Ada
- C
- C++
- Fortran
- Go
- Java
- Objective-C

## MinGW
MinGW Minimalist GNU for Windows (svenska Minimalistisk GNU för Windows), tidigare mingw32, är en portering av GCC (GNU Compiler Collection) och GNU Binary Utilities (binutils) för användning vid utveckling Microsoft Windows applikationer. MinGW kan fungera antingen som en multiplattformkompilator riktad mot Windows eller som en programmeringsverktyg som körs på Windows.
Den här artikeln är helt eller delvis baserad på material från engelskspråkiga Wikipedia, tidigare version.

## gcc4cil projektet
gcc4cil är ett CIL backend till (själva basbearbetningen av) C# (C-sharp) för GCC.